# The Firm (イギリスのロックバンド)
ザ・ファーム（英語: The Firm）は、イングランド出身のロックバンド。1984年に、ジミー・ペイジ（レッド・ツェッペリン）、ポール・ロジャース（バッド・カンパニー）、トニー・フランクリン（ロイ・ハーパー・バンド）、クリス・スレイド（ユーライア・ヒープ）で結成したスーパーグループ。

## 略歴

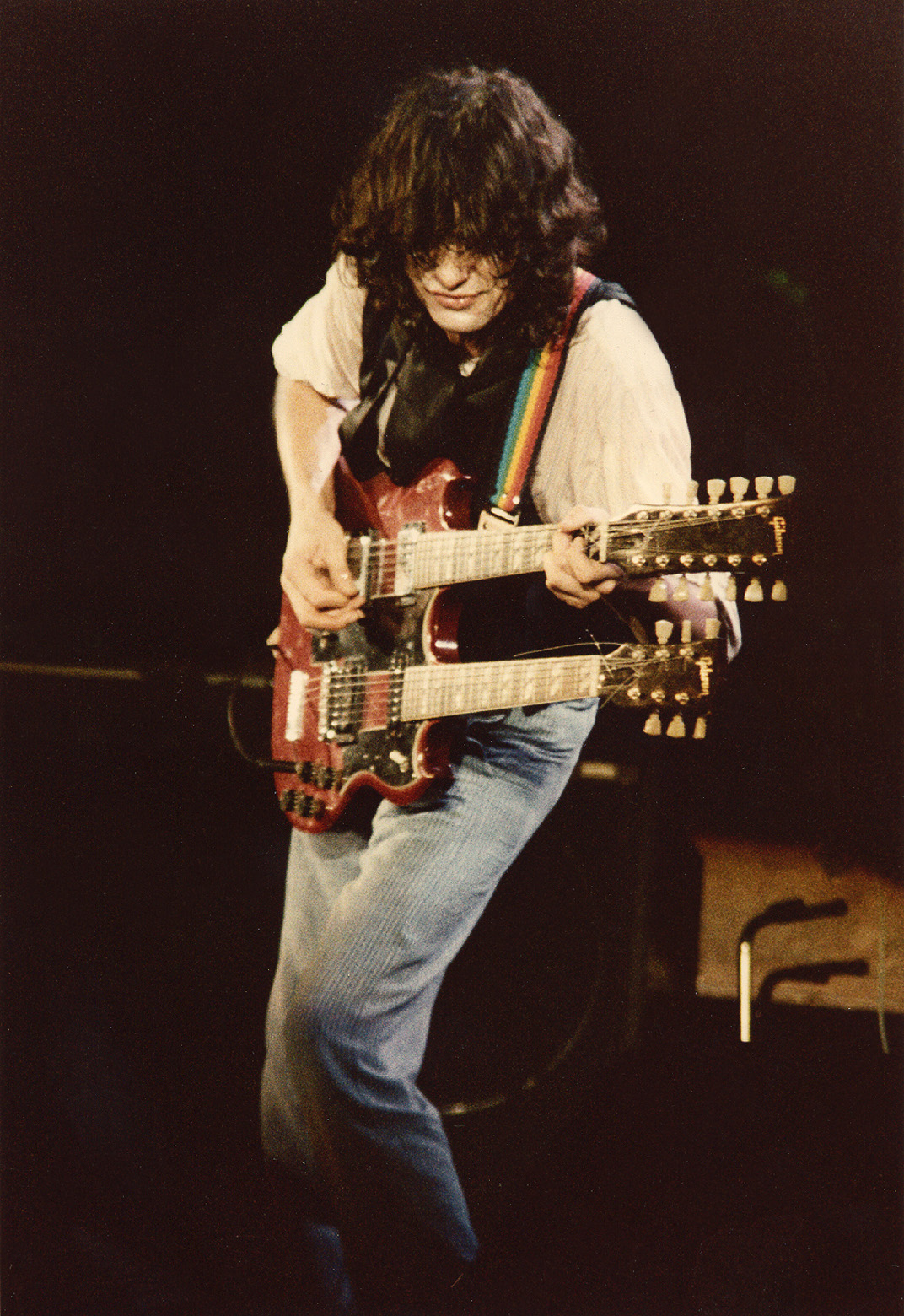
結成時期のジミー・ペイジ（1983年）

ポールが自宅のスタジオでソロ・アルバム『カット・ルース』（1983年）を制作していた頃、ジミーがスタジオを訪れて一緒に曲作りを始め、2人は1983年末に行われた「A.R.M.Sコンサート」のアメリカ公演でも共演し、両名ともスワンソング・レコードにいたこともあってバンド結成へ動く。
マンフレッド・マンズ・アース・バンドやユーライア・ヒープなどで活動してきたクリス・スレイドが、ドラマーに起用された。クリスによれば、ジミーから誘いを受ける直前にデヴィッド・ギルモアからツアー・メンバーとして勧誘されていたが、デヴィッドのツアーの仕事が終わるのを待ってもらえたという。また、ベーシストはピノ・パラディーノが第一候補に挙がっていたが、最終的にはロイ・ハーパーのバンドでジミーと共演したトニー・フランクリンが加入した。バンド名はクリス・スレイドのアイディアによる。
1970年代に最も人気があったバンドのリーダーであるジミーの新バンドということから世界の注目を浴びたが、ハードロックというよりもシンプルなブルーズ・ロックでポールの色がよく出ていた。1985年にシングル「Radioactive」が全米28位を記録し、アルバム『ザ・ファーム』も全米17位に入った。ヨーロッパとアメリカでコンサートを開き、コンサートもFMで放送されて大好評であった。トニーのフレットレスベースも注目を浴びた。
1986年にセカンド・アルバム『ミーン・ビジネス』を発表して全米22位に入り、全米ツアーを最後に解散した。メンバーはそれぞれの活動に戻り、ジミーとポールはソロ、トニーは元ホワイトスネイクのジョン・サイクスと共にブルー・マーダーを結成した一方、クリスはAC/DCに加入した。

## メンバー
- ポール・ロジャース (Paul Rodgers) - ボーカル
- ジミー・ペイジ (Jimmy Page) - ギター
- トニー・フランクリン (Tony Franklin) - ベース
- クリス・スレイド (Chris Slade) - ドラムス

## ディスコグラフィ

### アルバム
- 『ザ・ファーム』 - The Firm （1985年） ※全米17位、全英15位
- 『ミーン・ビジネス』 - Mean Business （1986年） ※全米22位、全英46位[6]

### シングル
- "Radioactive" （1985年） ※#28 US
- "Satisfaction Guaranteed" （1985年） ※#73 US
- "All the King's Horses" （1986年） ※#61 US
- "Live in Peace" （1986年）